# کاراکایا (گوموش‌حاجی‌کوی)
کاراکایا (به ترکی استانبولی: Karakaya) یک منطقهٔ مسکونی در ترکیه است که در گوموش‌حاجی‌کوی واقع شده‌است.